# 奧斯特里夫 (巴赫馬奇區)
51°12′20″N 32°41′34″E / 51.20556°N 32.69278°E
奧斯特里夫（烏克蘭語：Острів），是烏克蘭北部的村莊，隸屬切爾尼希夫州的尼任區。該村始建於1926年，面積0.095平方公里，海拔高度138米，2006年人口37，人口密度每平方公里389.47人。